# Niederhörlen

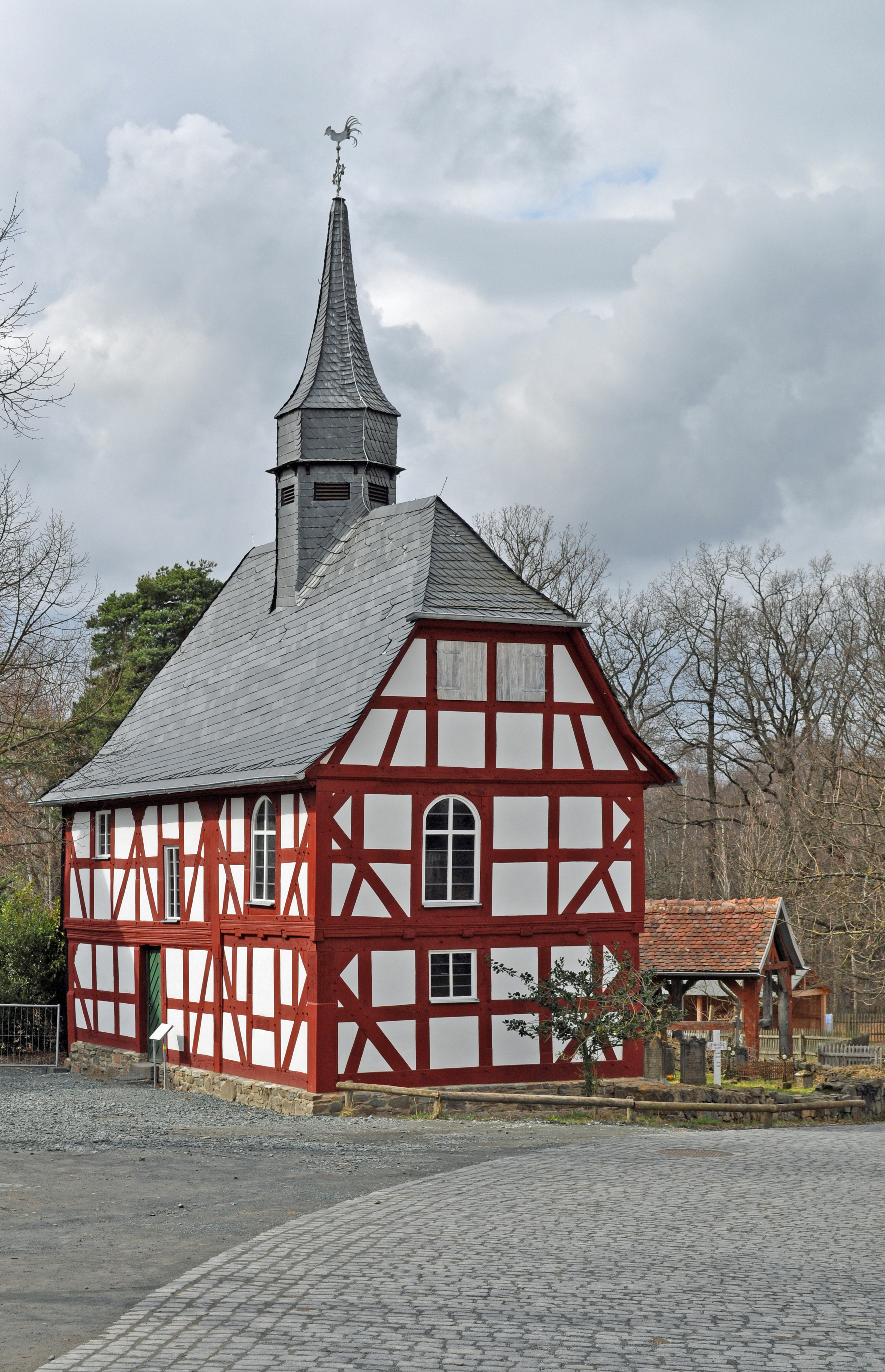
Kirche aus Niederhörlen

Niederhörlen (mundartlich Nörrernholle) ist ein Dorf im Hessischen Hinterland und als solches ein Ortsteil der Gemeinde Steffenberg im mittelhessischen Landkreis Marburg-Biedenkopf.

## Geschichte
Die ältesten bekannten Erwähnungen sind der Name Horla im Jahr 1327 und Niederhörlen im Jahr 1382 unter dem Namen Nedern Horle.
Die Statistisch-topographisch-historische Beschreibung des Großherzogthums Hessen berichtet 1830 über Niederhörlen:

„Niederhörle (L. Bez. Battenberg) evangel. Filialdorf; liegt 5 1⁄2 St. von Battenberg und gehört dem Freiherrn von Breidenstein. Der Ort hat 23 Häuser und 171 evangelische Einwohner, so wie 1 Mahlmühle. – Niederhörle, das mit Oberhörle (Bezirk Gladenbach) den Namen Zweyhorle führte, war wahrscheinlich ein altes Hessisches Lehen.“

Bekannt ist Niederhörlen für die alte Fachwerkkirche, die in den Hessenpark im Taunus transloziert wurde. Niederhörlen gehörte bis 1930 zum Kirchspiel Breidenbach. In der Kapelle selbst wurde lediglich vier Mal im Jahr der Gottesdienst gefeiert, um Gehbehinderten und Kranken den Besuch des Gottesdienstes zu ermöglichen. 1930 erfolgte die Umpfarrung nach Oberhörlen.
Am 1. April 1972 wurde Niederhörlen in die neue Gemeinde Steffenberg eingegliedert.

### Territorialgeschichte und Verwaltung im Überblick
Die folgende Liste zeigt im Überblick die Territorien, in denen Niederhörlen lag, bzw. die Verwaltungseinheiten, denen es unterstand:
- vor 1567: Heiliges Römisches Reich, Landgrafschaft Hessen, Amt Blankenstein, Grund Breidenbach (Gericht Breidenbach, das seit ca. 1500 mit den Gerichten Wallau und Meisbach zusammengefasst war.)
- ab 1567: Heiliges Römisches Reich, Landgrafschaft Hessen-Marburg, Amt Blankenstein, Grund Breidenbach (ab 1577: Gericht Grund Breidenbach)[7]
- 1604–1648: strittig zwischen Hessen-Kassel und Hessen-Darmstadt (Hessenkrieg)
- ab 1604: Heiliges Römisches Reich, Landgrafschaft Hessen-Kassel, Amt Blankenstein, Grund Breidenbach
- ab 1627: Heiliges Römisches Reich, Landgrafschaft Hessen-Darmstadt, Oberfürstentum Hessen, Amt Blankenstein, Grund Breidenbach[8][9]
- ab 1806: Rheinbund, Großherzogtum Hessen, Oberfürstentum Hessen, Amt Blankenstein, Grund Breidenbach, Gericht Breitenbach[10]
- ab 1815: Deutscher Bund, Großherzogtum Hessen, Provinz Oberhessen, Amt Blankenstein, Grund Breidenbach
- ab 1821: Deutscher Bund, Großherzogtum Hessen, Provinz Oberhessen, Landratsbezirk Battenberg[Anm. 1]
- ab 1832: Deutscher Bund, Großherzogtum Hessen, Provinz Oberhessen, Kreis Biedenkopf
- ab 1848: Deutscher Bund, Großherzogtum Hessen, Regierungsbezirk Biedenkopf
- ab 1852: Deutscher Bund, Großherzogtum Hessen, Provinz Oberhessen, Kreis Biedenkopf
- ab 1867: Norddeutscher Bund, Königreich Preußen, Provinz Hessen-Nassau, Regierungsbezirk Kassel, Kreis Biedenkopf (übergangsweise Hinterlandkreis)[9]
- ab 1871: Deutsches Reich, Königreich Preußen, Provinz Hessen-Nassau, Regierungsbezirk Wiesbaden, Kreis Biedenkopf
- ab 1918: Deutsches Reich, Freistaat Preußen, Provinz Hessen-Nassau, Regierungsbezirk Wiesbaden, Kreis Biedenkopf
- ab 1932: Deutsches Reich, Freistaat Preußen, Provinz Hessen-Nassau, Regierungsbezirk Wiesbaden, Kreis Dillenburg
- ab 1933: Deutsches Reich, Freistaat Preußen, Provinz Hessen-Nassau, Regierungsbezirk Wiesbaden, Kreis Biedenkopf
- ab 1944: Deutsches Reich, Freistaat Preußen, Provinz Nassau, Landkreis Biedenkopf
- ab 1945: Amerikanische Besatzungszone, Groß-Hessen, Regierungsbezirk Wiesbaden, Landkreis Biedenkopf
- ab 1949: Bundesrepublik Deutschland, Land Hessen (seit 1946), Regierungsbezirk Wiesbaden, Landkreis Biedenkopf
- ab 1968: Bundesrepublik Deutschland, Land Hessen, Regierungsbezirk Darmstadt, Landkreis Biedenkopf
- ab 1974: Bundesrepublik Deutschland, Land Hessen, Regierungsbezirk Kassel, Landkreis Marburg-Biedenkopf
- am 1. April 1972 wurde Niederhörlen als Ortsteil der neu gebildeten Gemeinde Steffenberg eingegliedert.
- ab 1981: Bundesrepublik Deutschland, Land Hessen, Regierungsbezirk Gießen, Landkreis Marburg-Biedenkopf

### Bevölkerung

#### Einwohnerentwicklung
Quelle: Historisches Ortslexikon
| • 1577: | 009 Hausgesesse                                                            |
| • 1630: | 012 Hausgesesse (2 zweispännige, 8 einspännige Ackerleute, 2 Einläuftige). |
| • 1677: | 025 Männer, einw Witwe, 3 Jungmannschaften, 8 ledige Mannschaften.         |
| • 1742: | 020 Haushaltungen                                                          |
| • 1791: | 222 Einwohner                                                              |
| • 1800: | 215 Einwohner                                                              |
| • 1806: | 125 Einwohner, 19 Häuser                                                   |
| • 1829: | 171 Einwohner, 23 Häuser                                                   |

| Achenbach: Einwohnerzahlen von 1791 bis 2011 | Achenbach: Einwohnerzahlen von 1791 bis 2011 | Achenbach: Einwohnerzahlen von 1791 bis 2011 | Achenbach: Einwohnerzahlen von 1791 bis 2011 | Achenbach: Einwohnerzahlen von 1791 bis 2011 |
| --- | -------------------------------------------- | -------------------------------------------- | -------------------------------------------- | -------------------------------------------- |
| Jahr |                                              |                                              |                                              | Einwohner                                    |
| 1791 | 1791                                         |                                              | 222                                          | 222                                          |
| 1800 | 1800                                         |                                              | 215                                          | 215                                          |
| 1806 | 1806                                         |                                              | 125                                          | 125                                          |
| 1829 | 1829                                         |                                              | 171                                          | 171                                          |
| 1834 | 1834                                         |                                              | 178                                          | 178                                          |
| 1840 | 1840                                         |                                              | 171                                          | 171                                          |
| 1846 | 1846                                         |                                              | 164                                          | 164                                          |
| 1852 | 1852                                         |                                              | 162                                          | 162                                          |
| 1858 | 1858                                         |                                              | 184                                          | 184                                          |
| 1864 | 1864                                         |                                              | 171                                          | 171                                          |
| 1871 | 1871                                         |                                              | 166                                          | 166                                          |
| 1875 | 1875                                         |                                              | 187                                          | 187                                          |
| 1885 | 1885                                         |                                              | 180                                          | 180                                          |
| 1895 | 1895                                         |                                              | 205                                          | 205                                          |
| 1905 | 1905                                         |                                              | 216                                          | 216                                          |
| 1910 | 1910                                         |                                              | 212                                          | 212                                          |
| 1925 | 1925                                         |                                              | 253                                          | 253                                          |
| 1939 | 1939                                         |                                              | 264                                          | 264                                          |
| 1946 | 1946                                         |                                              | 380                                          | 380                                          |
| 1950 | 1950                                         |                                              | 365                                          | 365                                          |
| 1956 | 1956                                         |                                              | 345                                          | 345                                          |
| 1961 | 1961                                         |                                              | 328                                          | 328                                          |
| 1967 | 1967                                         |                                              | 306                                          | 306                                          |
| 1980 | 1980                                         |                                              | ?                                            | ?                                            |
| 1990 | 1990                                         |                                              | ?                                            | ?                                            |
| 2000 | 2000                                         |                                              | ?                                            | ?                                            |
| 2011 | 2011                                         |                                              | 522                                          | 522                                          |
| Datenquelle: Historisches Gemeindeverzeichnis für Hessen: Die Bevölkerung der Gemeinden 1834 bis 1967. Wiesbaden: Hessisches Statistisches Landesamt, 1968. Weitere Quellen: ; Zensus 2011 |                                              |                                              |                                              |                                              |

#### Religionszugehörigkeit
Quelle: Historisches Ortslexikon
| • 1829: | 171 evangelische (= 100 %) Einwohner                               |
| • 1885: | 180 evangelische (= 100 %) Einwohner                               |
| • 1961: | 279 evangelische (= 85,06 %), 45 katholische (= 13,72 %) Einwohner |

#### Erwerbstätigkeit
Quelle: Historisches Ortslexikon
| • 1867: | Erwerbspersonen: 34 Landwirtschaft, eine Forstwirtschaft, eine Erziehung und Unterricht.                                           |
| • 1961: | Erwerbspersonen: 90 Land- und Forstwirtschaft, 89 produzierendes Gewerbe, 11 Handel und Verkehr, 8 Dienstleistungen und Sonstiges. |

## Wappen
Am 26. Oktober 1962 genehmigte der Hessischen Minister des Innern das Wappen mit folgender Beschreibung:
| Wappen von Niederhörlen | Blasonierung: „In einem schwarzen, damaszierten Schild eine in Rot und Gold fächerförmig gestaltete Fachwerkverzierung.“ |
| Wappen von Niederhörlen | |